# Nanorana
Nanorana é um género de anfíbio anuro pertencente família Dicroglossidae.

## Espécies
- Nanorana aenea (Smith, 1922)
- Nanorana annandalii (Boulenger, 1920)
- Nanorana arnoldi (Dubois, 1975)
- Nanorana arunachalensis (Saikia, Sinha, and Kharkongor, 2017)
- Nanorana blanfordii (Boulenger, 1882)
- Nanorana chayuensis (Ye, 1977)
- Nanorana conaensis (Fei and Huang, 1981)
- Nanorana ercepeae (Dubois, 1974)
- Nanorana feae (Boulenger, 1887)
- Nanorana gammii (Anderson, 1871)
- Nanorana kangxianensis (Yang, Wang, Hu, and Jiang, 2011)
- Nanorana liebigii (Günther, 1860)
- Nanorana maculosa (Liu, Hu, and Yang, 1960)
- Nanorana medogensis (Fei and Ye, 1999)
- Nanorana minica (Dubois, 1975)
- Nanorana mokokchungensis (Das and Chanda, 2000)
- Nanorana parkeri (Stejneger, 1927)
- Nanorana phrynoides (Boulenger, 1917)
- Nanorana pleskei Günther, 1896
- Nanorana polunini (Smith, 1951)
- Nanorana quadranus (Liu, Hu, and Yang, 1960)
- Nanorana rarica (Dubois, Matsui, and Ohler, 2001)
- Nanorana rostandi (Dubois, 1974)
- Nanorana sichuanensis (Dubois, 1987)
- Nanorana taihangnica (Chen and Jiang, 2002)
- Nanorana unculuanus (Liu, Hu, and Yang, 1960)
- Nanorana ventripunctata Fei and Huang, 1985
- Nanorana vicina (Stoliczka, 1872)
- Nanorana yunnanensis (Anderson, 1879)
- Nanorana zhaoermii Qi, Zhou, Lu et Li, 2019